# Trichogalumna imperfecta
Trichogalumna imperfecta är en kvalsterart som beskrevs av Ohkubo 1984. Trichogalumna imperfecta ingår i släktet Trichogalumna och familjen Galumnidae. Inga underarter finns listade i Catalogue of Life.